# 구암중학교 (대구)
구암중학교(鳩岩中學校)는 대한민국 대구광역시 북구 구암동에 있는 공립 중학교이다.

## 학교 연혁
- 1994년 4월 21일 : 구암여자중학교 30학급 설립인가(대구시립학교 설치조례 2649호)
- 1995년 3월 1일 : 초대 김윤동 교장 취임
- 1995년 3월 4일 : 제1회 입학식 거행(11학급 513명)
- 1995년 5월 27일 : 개교 기념일
- 1998년 2월 13일 : 제1회 졸업식 거행(졸업생 577명)
- 2001년 3월 1일 : 구암중학교로 교명 변경
- 2009년 2월 15일 : 도서관 현대화 완료, 5층 증축공사 완료
- 2009년 2월 25일 : 급식조리실, 식당 및 다목적실 완성
- 2020년 9월 1일 : 제11대 박경용 교장 취임
- 2022년 2월 10일 : 제25회 졸업식(10학급 212명, 누계 9,444명)
- 2022년 3월 2일 : 제28회 입학식(10학급 212명)

## 참고 자료
- 구암중학교 - 한국교육학술정보원 학교알리미